# البقلة (تريم)

تعديل مصدري - تعديل

البقلة هي إحدى قرى عزلة تريم بمديرية تريم التابعة لمحافظة حضرموت، بلغ تعداد سكانها 522 نسمة حسب تعداد اليمن لعام 2004.